# Book 2 go
Book 2 go är en tjänst för ljudböcker i MP3-format. Ljudboksföragen Earbooks, Piratförlaget och StorySide har enats om ett gemensamt format och många av deras ljudböcker säljs som Book 2 go-bok. Hos Book 2 go-återförsäljare kan man köpa både MP3-spelare och minneskort innehållande ljudböcker.

## MP3-spelare
MP3-spelarna är specialdesignade med texten "Book 2 go"-tryck, och innehåller en ljudbok vid köptillfället. MP3-spelarna går att använda som vanliga USB-minnen, och går att fylla med både musik och andra ljudböcker.

## Minneskort
Book 2 go-ljudböcker säljs även på minneskort, utan MP3-spelare. Minneskorten går att stoppa in i Book 2 go:s MP3-spelare eller i vissa mobiltelefoner. I förpackningen ingår också en USB-adapter, och med hjälp av denna kan ljudboken läggas över på en dator, eller andra MP3-spelare, mobiltelefoner eller liknande.